# الطاقة في اليونان

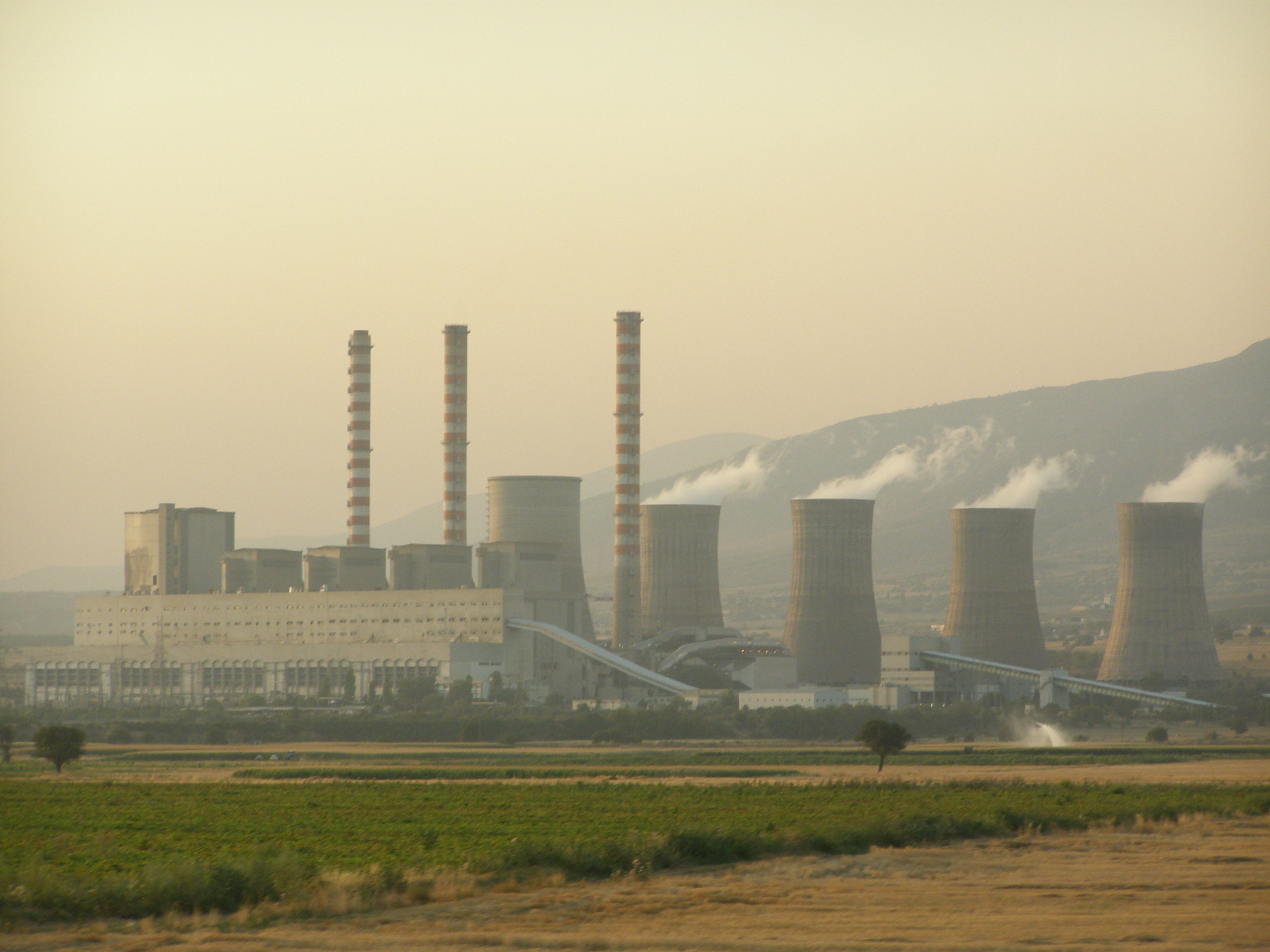
محطة آغيوس ديميتريوس لإنتاج الطاقة

الطاقة في اليونان تتناول إنتاج، واستهلاك، وتصدير الطاقة في اليونان. تهيمن شركة الطاقة العامة المملوكة من قبل الدولة على قطاع إنتاج الطاقة في البلاد (معروفة بالاختصار اليوناني: ΔΕΗ). أمَّنت الشركة العامة نسبة 85.6% من مجموع الطلب على الطاقة الكهربائية في اليونان لعام 2009، وتراجعت هذه النسبة لتصبح عند 77.3% في عام 2010. أتى حوالي نصف (48%) ناتج الطاقة الذي أنتجته الشركة العامة عام 2010 باستعمال الفحم البني وهو انخفاض بنسبة استعماله التي كانت عند 51.6% في عام 2009.
يجري توليد نسبة 12% من الكهرباء في اليونان من محطات الطاقة الكهرمائية، أمَّا نسبة 20% فتأتي من الغاز الطبيعي. ازداد إنتاج الطاقة الذي ولدته الشركات المستقلة في البلاد خلال الفترة الممتدة من عام 2009 حتى عام 2010 بنسبة 56%، حيث كان 2,709 غيغاواط ساعي في عام 2009 ليصبح عند 4,232 غيغاواط ساعي في عام 2010.
وضعت اليونان هدف بلوغ نسبة توليد 18% من طاقتها الكلية من موارد طاقة متجددة بحلول عام 2020 وذلك عملاً بالتوجيهات الصادرة عن المفوضية الأوروبية. أنتجت اليونان أكثر من 20% من طاقتها الكهربائية من محطات كهرمائية وموارد طاقة متجددة في عام 2015 وفقاً للمشغل اليوناني لنقل الطاقة المستقل (ΑΔΜΗΕ). بلغت النسبة في أبريل من نفس العام إلى 50%. كما كانت هذه هي النزعة ذاتها في عام 2016.
مثََّلت حصة إسهام موارد الطاقة المتجددة (غير الكهرمائية) من الإجمالي النهائي للاستهلاك الكهربائي نسبة 24.5% في عام 2016، في حين مثَّلت الطاقة الكهرمائية 25% من السعة المثبَّتة. وبلغ مجموع السعة المثبَّتة في المنظومة اليونانية المترابطة بنهاية عام 2016 حوالي 16,615 ميغاواط ومنها 3,912 ميغاواط منتجة بالفحم البني، بالإضافة إلى 4,658 ميغاواط منتجة بالغاز الطبيعي، وأيضاً 3,173 ميغاواط منتجة بالطاقة المائية، ومقدار 4,873 ميغاواط منتجة بموارد الطاقة المتجددة..
لا تملك اليونان حالياً محطات طاقة نووية، ولكن كانت أكاديمية أثينا الوطنية قد أوصت في عام 2009 بمباشرة الأبحاث في احتمال تشييد اليونان لمحطات توليد طاقة نووية.

## لمحة عامة
| الطاقة في اليونان | الطاقة في اليونان | الطاقة في اليونان   | الطاقة في اليونان   | الطاقة في اليونان   | الطاقة في اليونان   | الطاقة في اليونان            |
| | للفرد             | الطاقة الأولية      | الإنتاج             | الاستيراد           | الكهرباء            | انبعاثات ثنائي أكسيد الكربون |
| | (بالمليون)        | (بالتيراواط الساعي) | (بالتيراواط الساعي) | (بالتيراواط الساعي) | (بالتيراواط الساعي) | (بالطن المتري)               |
| --- | ----------------- | ------------------- | ------------------- | ------------------- | ------------------- | ---------------------------- |
| 2004 | 11.06             | 354                 | 120                 | 284                 | 57.0                | 93.9                         |
| 2007 | 11.19             | 374                 | 141                 | 284                 | 63.0                | 97.8                         |
| 2008 | 11.24             | 354                 | 115                 | 293                 | 64.3                | 93.4                         |
| 2009 | 11.28             | 342                 | 117                 | 258                 | 62.5                | 90.2                         |
| 2012 | 11.31             | 311                 | 112                 | 228                 | 59.8                | 83.6                         |
| 2012R | 11.09             | 309                 | 121                 | 226                 | 61.1                | 77.5                         |
| 2013 | 11.03             | 272                 | 108                 | 188                 | 55.1                | 68.9                         |
| التغير 2004-09 | 2.0%              | -3.4%               | -2.0%               | -9.1%               | 9.8%                | -3.9%                        |
| 1 مليون طن نفط مكافئ تساوي 11.63 تيراواط ساعي . تشتمل الطاقة الأولية على الطاقة المفقودة 2012R = جرى تغيير معيار حساب ثنائي أكسيد الكربون وتحديث الأرقام |                   |                     |                     |                     |                     |                              |